# Ljusgrått jordfly
Ljusgrått jordfly, Eugnorisma glareosa, är en fjärilsart som beskrevs av Eugen Johann Christoph Esper 1788. Enligt Catalogue of Life är det vetenskapliga namnet istället Paradiarsia glareosa även då beskriven av Eugen Johann Christoph Esper men 1789. Ljusgrått jordfly ingår i släktet Eugnorisma och familjen nattflyn. Enligt den finländska rödlistan är arten sårbar, VU, i Finland. Arten  har livskraftig, LC, population i Sverige. I Finland förekommer arten i lämpliga miljöer i landskapen längs landets sydkust. i Sverige förekommer arten från Skåne till södra Uppland med tyngdpunkt på västkusten, Öland och Gotland. Artens livsmiljö är hedar, torrängar och öppna strandmiljöer. Inga underarter finns listade i Catalogue of Life.

## Bildgalleri

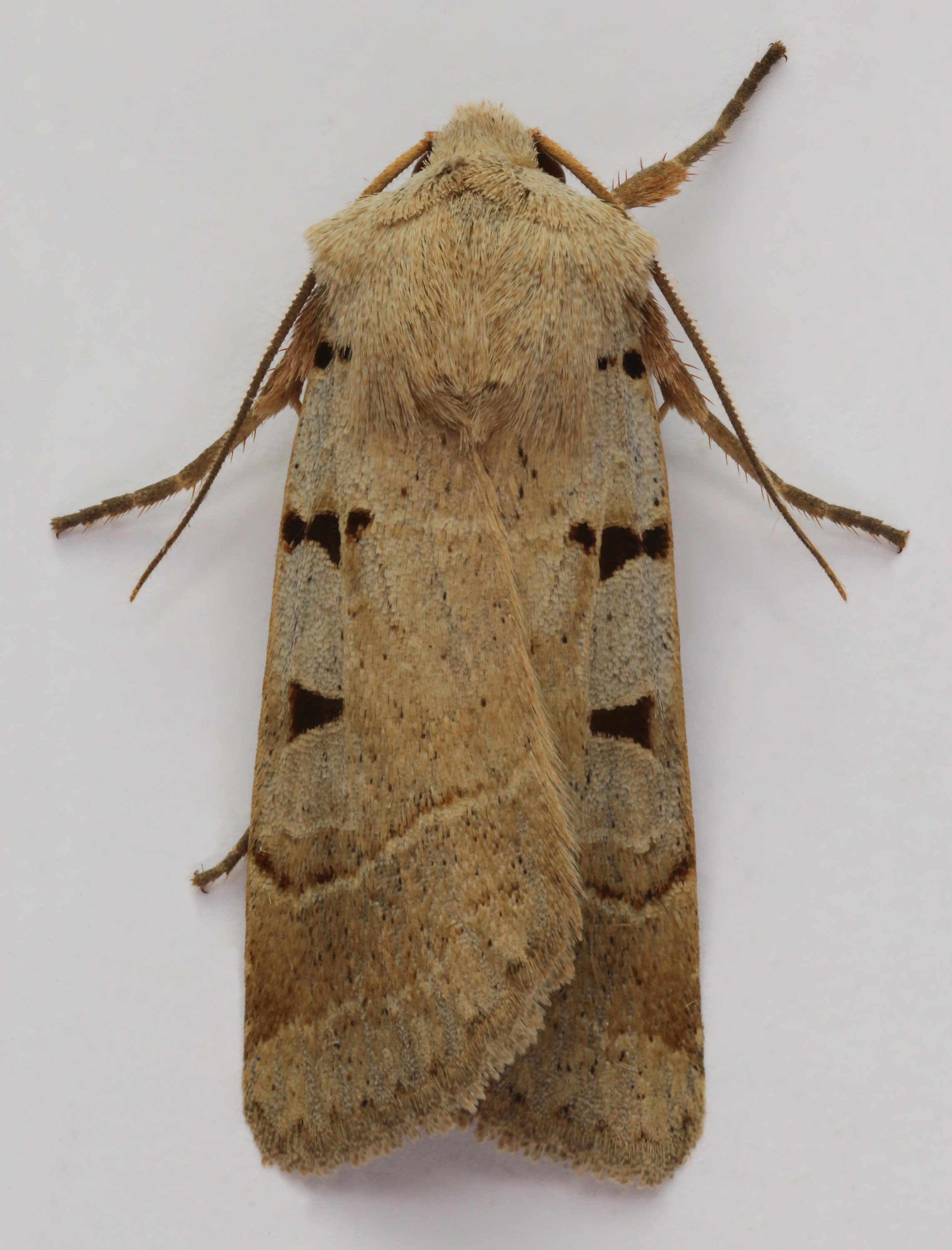
Imago fjäril
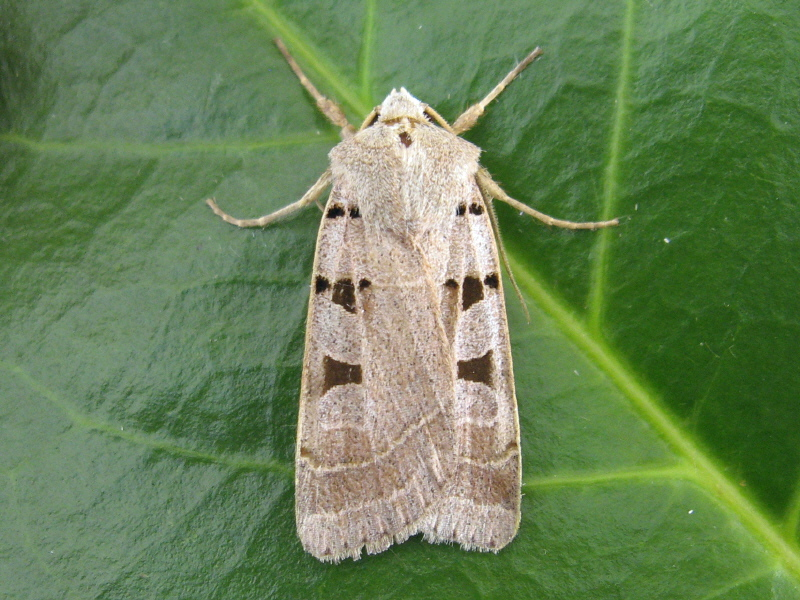
Imago fjäril
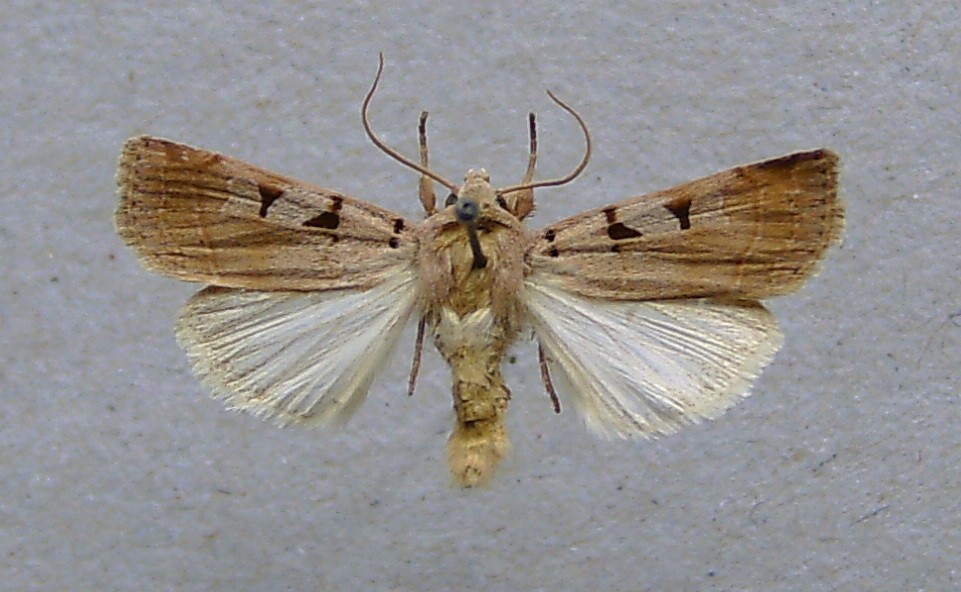
Preparerad (uppnålad) imago fjäril
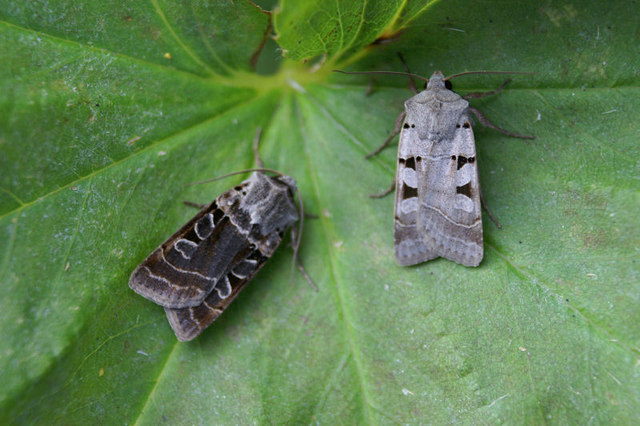
En imago fjäril med melanism, (formen edda) tillsammans med en mer normalfärgad artfrände.